# L. Neil Smith
L. Neil Smith, właśc. Lester Neil Smith III (ur. 12 maja 1946 w Denver, zm. 27 sierpnia 2021) – amerykański pisarz science fiction oraz działacz libertariański.
Jednym z jego ważniejszych dzieł jest trylogia o Lando Calrissianie: Lando Calrissian and the Mindharp of Sharu (1983), Lando Calrissian and the Flamewind of Oseon (1983) oraz Lando Calrissian and the Starcave of ThonBoka (1983). Trzykrotnie otrzymał nagrodę Prometeusza za powieści Pallas, The Forge of the Elders i The Probability Broach.

## Życiorys

### Młodość
Urodził się w Denver. Jego ojciec należał do Air Force, także Neil spędził dzieciństwo w wielu miejscach na terenie całej Ameryki Północnej, mieszkał między innymi w: Waco, La Porte, Salina, Sacramento, Gifford czy St. John’s. Szkołę średnią ukończył w Fort Walton Beach.
Jako młody chłopak bardzo interesował się historią oraz naukami ścisłymi, a także uczył się łaciny i niemieckiego. W wieku 11 lat przyłączył się do Narodowe Stowarzyszenie Strzeleckie Ameryki oraz Boy Scouts of America i zaczął ćwiczyć strzelanie.

### Kariera polityczna
Przyłączył się do Partii Libertariańskiej w 1972, gdzie w roku 1977 oraz 1979 należał do Libertarian National Committee.
W 2000 postanowił startować z ramienia Partii Libertariańśkiej na Prezydenta Stanów Zjednoczonych. Na oficjalnym głosowaniu otrzymał jedynie 5 głosów na 877. Ostateczne jednak wybrano go na kandydata poza oficjalnym głosowaniem wewnątrzpartyjnym, przez co w wyborach startowało dwóch kandydatów tej samej partii. L. Neil Smith w stanie Arizona oraz Harry Browne w pozostałych 49 stanach. Kandydatem na wiceprezydenta Neila, został Vin Suprynowicz. Wybory okazały się jednak całkowitą porażką, ponieważ Smith otrzymał jedynie 5,775 głosów.

## Książki[5]

### Serie
- Forge of the Elders
  - Contact and Commune (1990)
  - Converse and Conflict (1990)
  - Third Among Equals (2000)
- Henry Martyn
  - Henry Martyn (1989)
  - Bretta Martyn (1997)
- Ngu Family Saga
  - Pallas (1993)
  - Ares (nieopublikowane)
  - Ceres (2010)
- North American Confederacy
  - The Probability Broach (1980)
  - The Venus Belt (1981)
  - Their Majesties' Bucketeers (1981)
  - The Nagasaki Vector (1983)
  - Tom Paine Maru (1984)
  - The Gallatin Divergence (1985)
  - The American Zone (2001)
- Gwiezdne Wojny
  - The Lando Calrissian Adventures
    -  Lando Calrissian and the Mindharp of Sharu (1983); wydanie polskie: Lando Calrissian i Myśloharfa Sharów, Amber 1998
    - Lando Calrissian and the Flamewind of Oseon (1983); wydanie polskie: Lando Calrissian i Ogniowicher Oseona, Amber 1999
    - Lando Calrissian and the Starcave of ThonBoka (1983); wydanie polskie: Lando Calrissian i Gwiazdogrota ThonBoka, Amber 1999

### Inne powieści
- The Wardove (1986)
- The Crystal Empire (1986)
- Brightsuit MacBear (1988)
- Taflak Lysandra (1988)
- The Mitzvah (1999) razem z Aaron Zelman
- Hope (2008) razem z Aaron Zelman
- Sweeter Than Wine (2011)